# Шлёндорф, Фолькер
Фо́лькер Шлёндорф (нем. Volker Schlöndorff; род. 31 марта 1939, Висбаден, Германия) — немецкий кинорежиссёр, один из самых значительных деятелей нового немецкого кино. Снял множество экранизаций, в том числе произведений Генриха Бёлля и Гюнтера Грасса.

## Биография
Родился 31 марта 1939 года в Висбадене в семье врача. Вырос в Шлангенбаде на Таунусе. Посещал гимназию в Висбадене. В 1956 году в рамках программы по обмену школьниками поехал во Францию, где остался на 10 лет. В 1959 году окончил лицей Генриха IV в Париже (учился в одном классе с Бертраном Тавернье). Изучал политологию и посещал киношколу ИДЕК (фр.) в Париже. Переводил на французский язык классические немецкие фильмы во Французской синематеке, где познакомился с Фрицем Лангом.
В 1960 году под псевдонимом Фолькер Локи (Volker Loki) снял короткометражный фильм «Кого это волнует?» (Wen kümmert’s) об алжирце во Франкфурте-на-Майне. Комиссия «Добровольного самоконтроля киноиндустрии» (Freiwillige Selbstkontrolle der Filmwirtschaft) не допустила фильм к демонстрации по причине отчетливо выраженной позиции против дружественной нации (Франции). Зимой 1960 года работал ассистентом Людвига Бергера на SFB, телевидении Западного Берлина; вместе с Луи Маллем снял репортажи о Юго-Восточной Азии и Алжире для французского телевидения.
С 1960 года был практикантом и ассистентом Луи Малля, Жана-Пьера Мельвиля и Алена Рене. В 1965 году снял первый полнометражный игровой фильм «Молодой Тёрлес» по роману «Душевные смуты воспитанника Тёрлеса» Роберта Музиля, получив премию за сценарий в размере 200 000 немецких марок. Фильм получил ряд призов и стал одним из первых международных успехов молодого немецкого кино. Его второй фильм «Убийство случайное и преднамеренное» был первым цветным фильмом молодого немецкого режиссёра, а экранизация «Михаэль Кольхаас» в 1968 году представляла собой первую попытку крупной международной постановки. В 1969 году Шлендорф основал вместе с Петером Фляйшманом фирму «Hallelujah-Film GmbH» («Аллилуйя-фильм»), а в 1974 году с Райнхардом Хауффом — «Bioskop-Film GmbH» («Биоскоп-фильм»).
В 1975 году большим успехом в прокате пользовался фильм «Потерянная честь Катарины Блюм» по одноимённой повести Генриха Бёлля. Он был снят совместно с Маргаретой фон Троттой, женой Шлёндорфа с 1971 по 1991 год.
В 1979 году «Жестяной барабан» по одноимённому роману Гюнтера Грасса получил главный приз Каннского кинофестиваля — «Золотую пальмовую ветвь», а в 1980 году — «Оскара» как лучший иностранный фильм.
С 2001 года Шлёндорф работает профессором и преподавателем кинематографа и литературы в «European Graduate School» в городе Саас-Фе (Швейцария). Также является доцентом «Немецкой академии кино и телевидения» в Берлине (нем. Deutsche Film- und Fernsehakademie Berlin).

## Фильмография
- 1966 — «Молодой Тёрлесс» / Der junge Törless
- 1967 — «Убийство случайное и преднамеренное» / Mord und Totschlag
- 1969 — «Михаэль Кольхаас — бунтарь» / Michael Kohlhaas. Der Rebell
- 1970 — «Баал» / Baal
- 1971 — «Внезапное обогащение бедняков из Комбаха» / Der plötzliche Reichtum der armen Leute von Kombach
- 1972 — «Мораль Рут Хальбфас» / Die Moral der Ruth Halbfaß
- 1972 — «Мгновенная вспышка» / Strohfeuer
- 1974 — «Ночёвка в Тироле» / Übernachtung in Tirol
- 1975 — «Потерянная честь Катарины Блюм» / Die verlorene Ehre der Katharina Blum
- 1976 — «Выстрел из милосердия» / Der Fangschuß
- 1978 — «Германия осенью» / Deutschland im Herbst
- 1979 — «Жестяной барабан» / Die Blechtrommel
- 1980 — «Кандидат» / Der Kandidat
- 1981 — «Фальшивка» / Die Fälschung
- 1982 — «Война и мир» / Krieg und Frieden
- 1983 — «Любовь Свана» / Eine Liebe von Swann
- 1985 — «Смерть коммивояжёра» / Death Of A Salesman
- 1987 — «Восстание стариков» / Ein Aufstand alter Männer
- 1990 — «История служанки» / Die Geschichte der Dienerin
- 1991 — «Хомо Фабер» / Homo Faber
- 1996 — «Лесной царь» / Der Unhold
- 1998 — «Пальметто» / Palmetto
- 1999 — «Тишина после выстрела» («Легенды Риты») / Die Stille nach dem Schuss
- 2002 — «На 10 минут старше: Виолончель» / Ten Minutes Older: The Cello
- 2004 — «Девятый день» / Der neunte Tag
- 2005 — «Загадка — Неразделённая любовь» / Enigma — Eine uneingestandene Liebe
- 2007 — «Стачка — героиня Гданьска» / Strajk — Die Heldin von Danzig
- 2007 — «Ульжан — забытый свет» / Ulzhan — Das vergessene Licht
- 2011 — «Штиль» /  La mer à l’aube
- 2014 — «Дипломатия» / Diplomatie
- 2017 — «Возвращение в Монток» / Rückkehr nach Montauk
- 2019 — «Безымянный день» / Der namenlose Tag

## Награды
- Офицер ордена Почётного легиона (2002, Франция)[4]
- Баварский орден «За заслуги» (2003)[5]
- Золотая Медаль «За заслуги в культуре Gloria Artis» (2005, Польша)[6]
- Орден Заслуг земли Бранденбург (2008)[7]
- Командор ордена «За заслуги перед Федеративной Республикой Германия» (2019)[8]